# 中野宗時
中野 宗時（なかの むねとき）は、戦国時代の武将。伊達氏重臣。
伊達輝宗の重臣遠藤基信の元の主人でもある。

## 事蹟
伊達稙宗・伊達晴宗・伊達輝宗の三代に仕えた。
稙宗の拡張政策に不満を持ち、越後上杉氏への養子問題をきっかけに晴宗を擁立して反逆、天文の乱を引き起こし、数年の抗争の末に勝利し、稙宗を隠居に追い込んだ。宗時は晴宗から特権を与えられ権勢を振るった。
晴宗は永禄7年（1564年）に輝宗に家督を譲り隠居したものの、輝宗の代になっても宗時の権勢は衰えなかったが、永禄13年（1570年）4月、宗時は子の牧野久仲と共に輝宗に謀反の疑いをかけられて追討を受ける。宗時は相馬盛胤を頼って落ち延びることに決め、二井宿峠を越えて三陸海岸側へと向かった。道中の高畠城主小梁川盛宗（親宗の子）・白石城主白石宗利・内親城主宮内宗忠・角田城主田手宗光はいずれも宗時とも親しい間柄だったため、中野勢の通過を見逃したが、松川の渡し場である宮の河原（現：刈田郡蔵王町宮）で待ち受けていた亘理城主亘理元宗の攻撃を受けて中野勢は潰滅し、宗時らは身一つで相馬領へと逃れた（元亀の変）。
宗時と久仲は大森城主伊達実元と晴宗を通じて輝宗に赦免を乞うが許されず、流浪のうちに死去したという。
```
〔系図Ⅰ：中野宗時関連〕
　　　　　　　　　　　┏新田義綱
　　　　　　新田景綱━┫
　　　　　　　　　　　┗新田義直
桑折景長━━女子　　　　　┃
　　　　　　　┣━━━━女子
　　　　　┏中野親時
中野宗時━┫
　　　　　┗牧野久仲━━牧野為仲━━牧野盛仲

```

## その後の中野氏
輝宗の子・伊達政宗の代の家臣に、片平親綱の娘婿である中野丹後時綱の名が見える。
時綱は舅の親綱と共に政宗に仕えた。『伊達世臣家譜』の一家・瀬上氏（伊達氏庶流）の項では、時綱を宗時の長子としているが、宗時の長男は親時で、その妻は桑折景長の娘であり、さらに元亀年間までに親時の娘が新田義直に嫁いでいるところから見ても、宗時の長子とする記述は年代的に整合性がとれず、宗時の末子か親時の子と考えられる。時綱には三人の男子があり、長男・八蔵は外祖父親綱の跡取りとなって片平重綱と称し、二男の次郎は一家・瀬上景康の娘婿となって瀬上景純と称し、三男の又兵衛（延貞）は次兄に倣って瀬上氏を名乗って瀬上義明と称した。
また、牧野久仲の子・為仲（宗時の孫）も政宗の代になって帰参を許されており、宗時の血統は牧野氏を通じて仙台藩士として存続している（詳細は牧野久仲の項を参照のこと）。
```
〔系図Ⅱ：中野時綱関連〕
　　　　　┏大内定綱
大内義綱━┫　　　　　　　　　　　┏片平重綱（一族・1091石）
　　　　　┗片平親綱━━女子　　　┃
　　　　　　　　　　　　　┣━━━╋瀬上景純（一家・2000石）
　　　　　　　　　　　　中野時綱　┃
　　　　　　　　　　　　　　　　　┗瀬上義明（平士・70石）

```